# Календи
Календи (лат. Kalendae або лат. Calendae ; скорочено Kal., Cal.) — в давньоримському календарі назва першого дня кожного місяця. Календи, як і Нони та Іди, служили для рахунку днів у місяці: від цих трьох, визначених для кожного місяця моментів, дні відраховувались назад (наприклад, шостий день перед березневими календами і т. д.). Слово «календи» походить від латинського calo (інфінітив — «calare») — «проголошую, скликаю» (подібного, наприклад, до англ. «call»), у зв'язку з тим, що в ранній період римської історії понтифіки, які слідкували за часом, цього дня оголошували про початок нового місяця та кількість днів до нон у цьому місяці (в нони народу оголошували про свята в даному місяці). Або спочатку перший день молодика, про який сповіщає верховний жрець[джерело?]. Слово «Kalendae» було заведено писати через букву «K», а не «C». Римляни пояснювали це тим, що «запозичили» слово «calo» з грец. καλῶ — «кличу» (див. Макробій, Saturnalia 1.15).
Давньоримським святом січневих календ (від 1 до 15 січня) завершувався цілий святковий цикл, спільний для всього греко-римського світу; цей цикл починався Врумаліями на честь Діоніса фракійського (від 24 листопада до 17 грудня), охоплював Сатурналії та Опалії (від 17 до 23 грудня) і Воти (від 23 грудня до 1 січня). Святкування досягали свого апогею в кінці — в січневих календах, святі загальної радості, яка братала стани, віки та становища в суспільстві. Поганське свято січневих календ продовжували святкувати і християни, що викликало протести церкви. В боротьбі з цим залишком поганства католицька церква протиставила поганському шануванню нового року власний святковий цикл — різдвяний (з 25 грудня до 4 січня), поганським спогадам — християнські, давнім маскам та іграм — ходіння із зіркою, царями та пастухами (Вертепом). В результаті вийшла складна обрядовість, в складі якої, поряд з християнськими, збереглись і поганські елементи. Під впливом християнства, святкування січневих календ при Юстиніані було розтягнуто на 12-денний святковий цикл від Різдва до Водохреща, а згідно з цим і пісні календ почали бути не тільки новорічними піснями, але частіше всього різдвяним чи присвяченими іншим святам. Ці традиції в майбутньому отримали більш розповсюджену назву у Слов'ян — Колядки.
Вислів «відкласти справу до грецьких календ» («ad Calendas Graecas») означає — «ніколи не зробити», оскільки в грецькому календарі календ не було.